# Aeroporto di Vicenza
L'Aeroporto di Vicenza "Tommaso Dal Molin" (ICAO: LIPT - IATA: VIC) era l'aeroporto di Vicenza e uno dei tre della provincia (assieme all'"Arturo Ferrarin" di Thiene e al "Romeo Sartori" di Asiago). Classificato come city airport poiché a distanza di soli 3 km a nord-ovest dal centro della città, è rimasto in attività dal 1921 fino al 2008, quando è stato chiuso ad ogni traffico aereo per la costruzione nella stessa area di una seconda base militare dell'esercito statunitense. La pista è stata demolita nel 2009 e nell'area è in corso la progettazione di un parco pubblico.
La nuova caserma "Del Din" è stata inaugurata nel 2013.

## Storia
L'aeroporto nacque per volontà della provincia e del comune nel 1921, in quella che era stata la piazza d'armi della città durante la prima guerra mondiale, con la realizzazione di una pista in erba di 500 metri, per permettere all'appena costituito Aeroclub di operare.

### Aeroporto militare
Successivamente, l'aeroporto venne acquisito dalla Regia Aeronautica, la quale ne fece la base del 16º Stormo Bombardamento Terrestre. La Regia Aeronautica provvedette a potenziare l'aeroporto costruendo gli hangar, la torre di controllo, il quartier generale e altre strutture ausiliarie. Con lo stesso intervento venne allungata la pista di volo, portandola a 1000 metri di lunghezza e pavimentandola con il macadam. A chiusura dell'intervento di potenziamento, fu installato l'impianto d'illuminazione notturna della pista, facendone così il primo aeroporto in Italia in grado di effettuare voli notturni (all'epoca nessun altro aeroporto in Italia era dotato dell'illuminazione della pista). L'aeroporto così potenziato, fu inaugurato dall'allora Ministro dell'aeronautica Italo Balbo.
Durante la seconda guerra mondiale, l'aeroporto fu sede del 15º Stormo dal 2 marzo 1941 alla fine di agosto 1942 e del 16º Stormo Bombardamento Terrestre, equipaggiato con i CANT Z.1007. Dopo l'8 settembre del 1943, l'aeroporto rimase in mano alla Repubblica Sociale Italiana, dove venne trasferita una squadriglia del 3º Gruppo caccia "Francesco Baracca" e una serie di squadriglie della Luftwaffe. Fu la Luftwaffe, nel 1943, ad allungarla fino ai definitivi 1500 metri, costruendo inoltre un imponente dispersal nelle campagne circostanti, dove venivano nascosti e protetti gli aerei dai bombardamenti alleati. Il dispersal si sviluppava ad est dell'aeroporto, fino alla frazione di Saviabona, ed era costituito da piste in terra battuta. Durante il periodo della RSI, per un breve periodo, operò presso il Dal Molin l'asso Adriano Visconti.

#### Il dopoguerra
Nel dopoguerra, l'aeroporto era destinato a diventare l'"Aeroporto delle Venezie" ancor prima della scelta veronese. L'immobilità politica e la presenza dei militari dell'aeronautica (di fatto si trattava di aeroporto militare a uso civile) rallentarono il progetto, finendo poi per scegliere il Catullo di Villafranca. Nel 1947 l'aeroporto sospese la sua funzione civile, con il decollo dell'ultimo volo delle Avio Linee Italiane per Roma. La sospensione durò per 50 anni.
Durante il periodo della guerra fredda, il Dal Molin fu sede: del COFA, Comando Operativo delle Forze Aeree, e della 5ª ATAF.
Durante le guerre balcaniche degli anni '90 fu proprio la 5ª ATAF il cervello delle operazioni aeree che si svolsero in questi conflitti.
All'inizi degli anni duemila vi fu una drastica perdita d'interesse nei confronti dell'aeroporto, che portò nel 2004 allo spostamento della 5ª ATAF e del COFA da Vicenza a Poggio Renatico. Al Dal Molin rimasero solamente:
- il Comando Aeroporto Vicenza, da cui dipendevano i servizi tecnici, i servizi logistici e la Difesa VAM (Vigilanza Militare Aeronautica)
- il 27º Reparto Campale del Genio
- il 10º Gruppo Manutenzione Elicotteri
- un paio di Eurofighter Typhoon, con l'equipaggio proveniente dal Reparto Sperimentale di Volo, che testavano le capacità del velivolo (soprattutto quelle STOL).

### Lo scalo civile
Tra la metà degli anni novanta e gli anni duemila si tentò di rilanciare l'attività civile (voli per Roma Fiumicino, Monaco, Olbia, Forlì), che però andarono a scontrarsi con la limitata operatività dell'aeroporto, come la mancanza di strumentazione per il volo in notturna. A fine 2006 la pista e l'aeroporto furono dotati della strumentazione necessaria, senza che però riprendesse un regolare servizio di trasporto aereo. All'inizio del 2007 l'aeroporto era aperto al traffico con orario 07.00-20.00 LT estendibile su richiesta con preavviso di 24 h. Erano operative le procedure di avvicinamento strumentale IFR, dogana e controllo di Polizia.

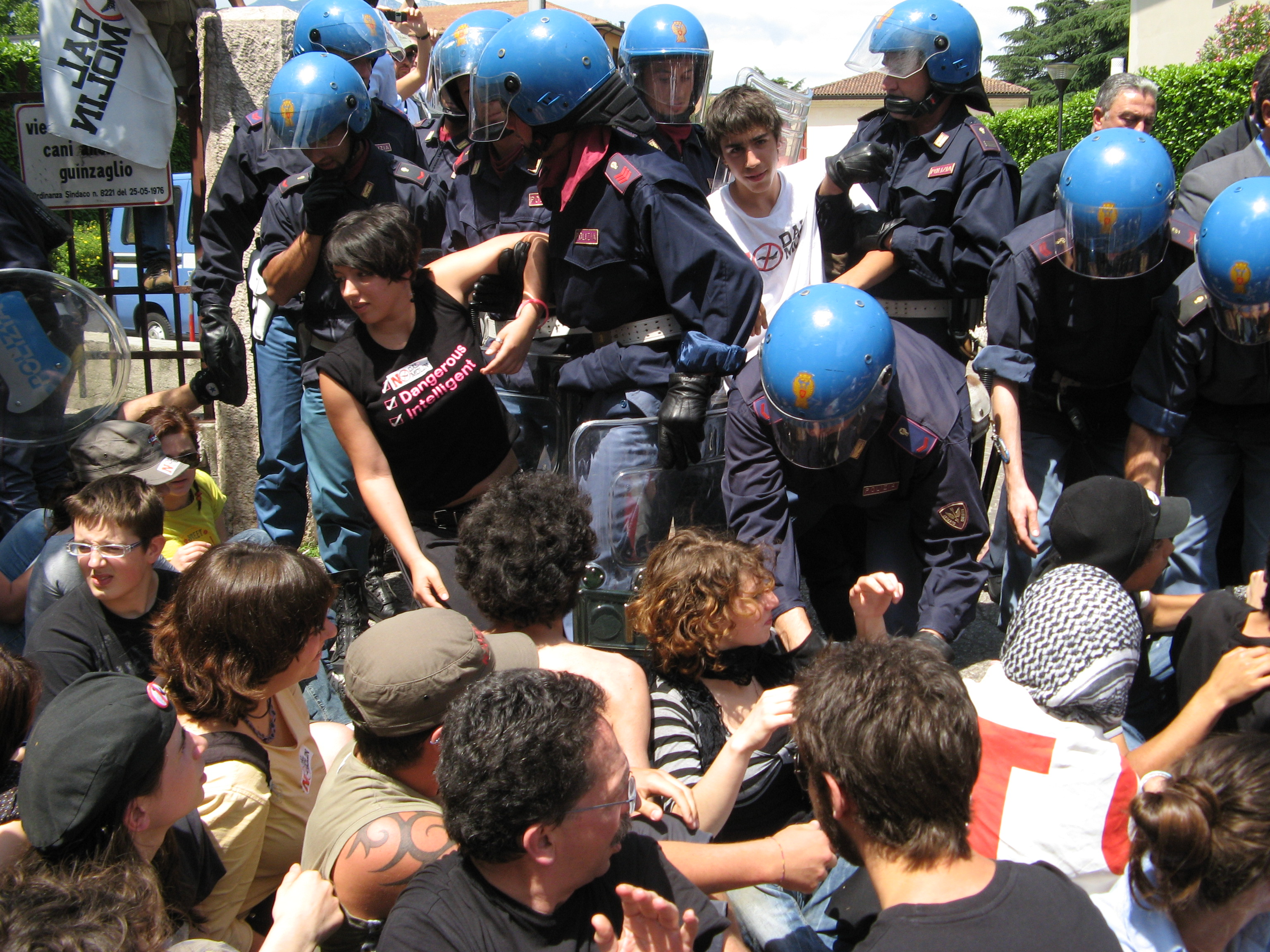
Incidenti durante le manifestazioni contro la realizzazione della nuova base militare

### La base USA
All'epoca era in corso a Vicenza un grande dibattito, a causa della disponibilità del consiglio comunale e provinciale a cedere il "Tomaso Dal Molin" all'esercito degli Stati Uniti, che aveva espresso l'intenzione di riunificarvi la 173ª brigata paracadutisti (4 battaglioni su 6 erano di stanza in Germania). Il progetto per la nuova base venne presentato inizialmente come "ampliamento" della preesistente Caserma Ederle, malgrado i due siti distino 6 km tra di loro e siano collocati ai due lati opposti della città. Il comitato cittadino No Dal Molin, che si oppose alla realizzazione della nuova base, organizzò manifestazioni di livello nazionale. Il 16 gennaio 2007 fu data notizia del via libera ufficiale del governo italiano alla costruzione della base, per un costo stimato di circa 325 milioni di euro.
Il 1º marzo 2008 gli ultimi militari italiani che gestivano la torre di controllo furono trasferiti e l'aeroporto divenne a tutti gli effetti civile.
Il 10 aprile successivo l'aeroporto venne ufficialmente cancellato dalle carte di navigazione e le procedure di avvicinamento strumentale IFR furono dismesse. Nel frattempo il nuovo sindaco Achille Variati e la sua amministrazione comunale, appena eletti, si opposero alla realizzazione della base militare.
Dopo alcuni mesi di chiusura, il 12 giugno fu diramato il NOTAM che riapriva ufficialmente lo scalo berico. Per alcuni mesi il controllo del traffico aereo fu garantito dal servizio BIGA, con orario 07:00-19:00.
Dal 1º ottobre 2008, a causa dei lavori per la costruzione del nuovo insediamento militare americano sul lato Ovest dell'area, la struttura venne chiusa a ogni tipo di traffico aereo. La demolizione della pista, iniziata il 3 febbraio 2009, si concluse nello stesso anno.
Il sindaco Achille Variati, da poco eletto, propose al Consiglio comunale un nuovo ordine del giorno sul progetto e promosse una consultazione popolare per dar voce alla cittadinanza, parte della quale protestava contro la prospettiva della base militare. Il referendum tuttavia venne bloccato, quattro giorni prima del suo svolgimento, dal Consiglio di Stato che accolse il ricorso della presidenza del Consiglio dei ministri e del Ministero della difesa contro l'ordinanza del TAR del Veneto e, di fatto, dichiarava l'approvazione all'installazione militare un "atto politico, come tale insindacabile dal giudice amministrativo".

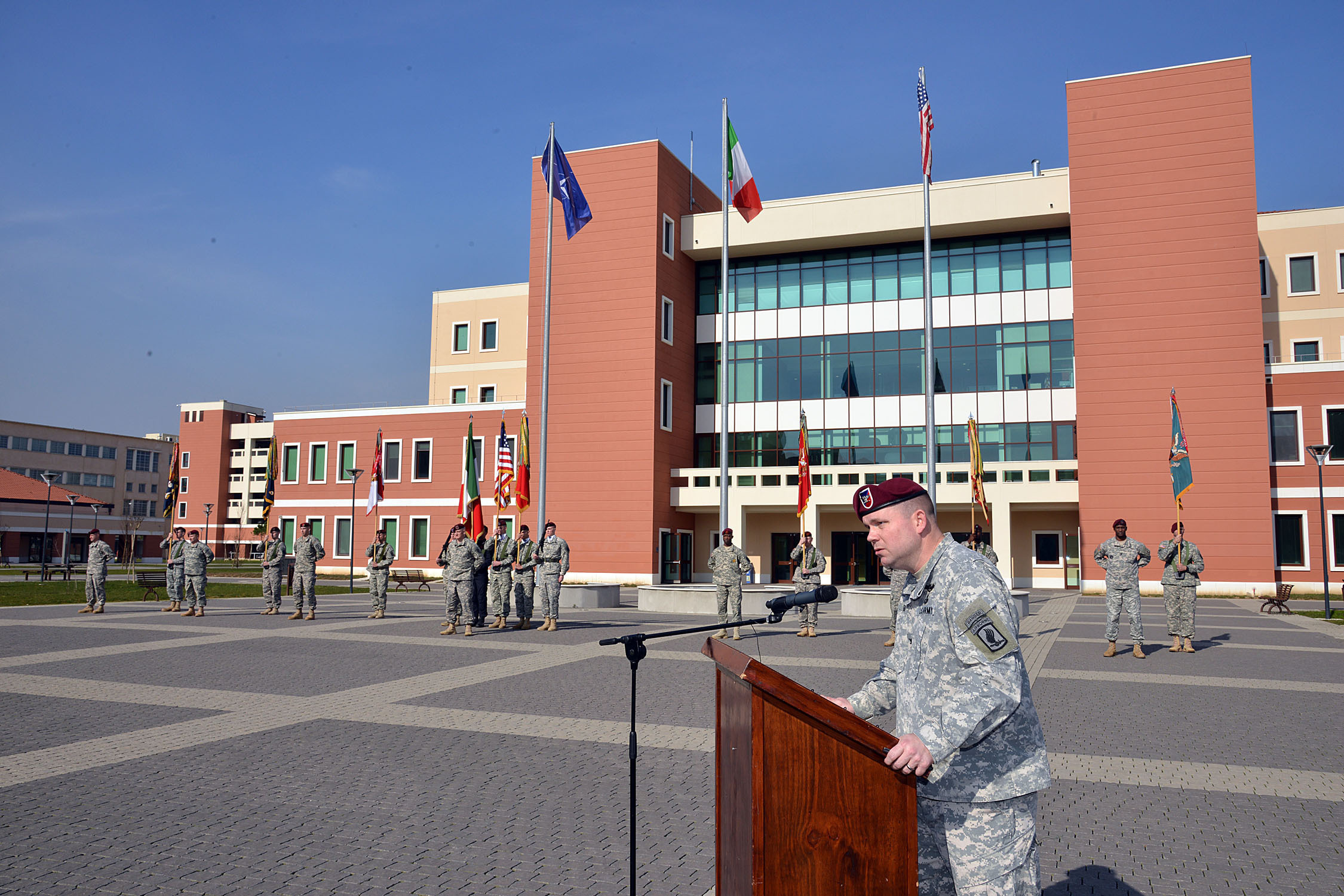
Il Camp Del Din

Nel novembre del 2009, l'ENAC (Ente Nazionale Aviazione Civile) spedì una lettera alla società Aeroporti Vicentini spa e al comune di Vicenza, nella quale ribadiva il vincolo aeroportuale per l'area Dal Molin, per la quale il CIPE (Comitato interministeriale per la programmazione economica) aveva stanziato 11,5 milioni di euro per la ricostruzione della pista aeroportuale in favore dell'ENAC stesso.
Ma nel gennaio 2010 venne concluso il processo di messa in liquidazione della società che gestiva l'aeroporto e nel dicembre del 2011 il comune ottenne la concessione dell'area aeroportuale, con la volontà di chiudere l'attività di volo e costruirci, al suo posto, un grande parco pubblico (battezzato Parco della Pace), nel 2016 in corso di progettazione.
All'aeroporto, fino alla sua chiusura definitiva, erano presenti anche l'aeroclub "Ugo Capitanio" (operativo fin dal 1921), la scuola di volo, le officine aeronautiche vicentine e il museo dell'aria.
Il nuovo Camp "Del Din"  dell'U.S. Army è stato inaugurato nel 2013, ed è divenuto sede del comando della 173rd Airborne Brigade Combat Team.

## Galleria d'immagini

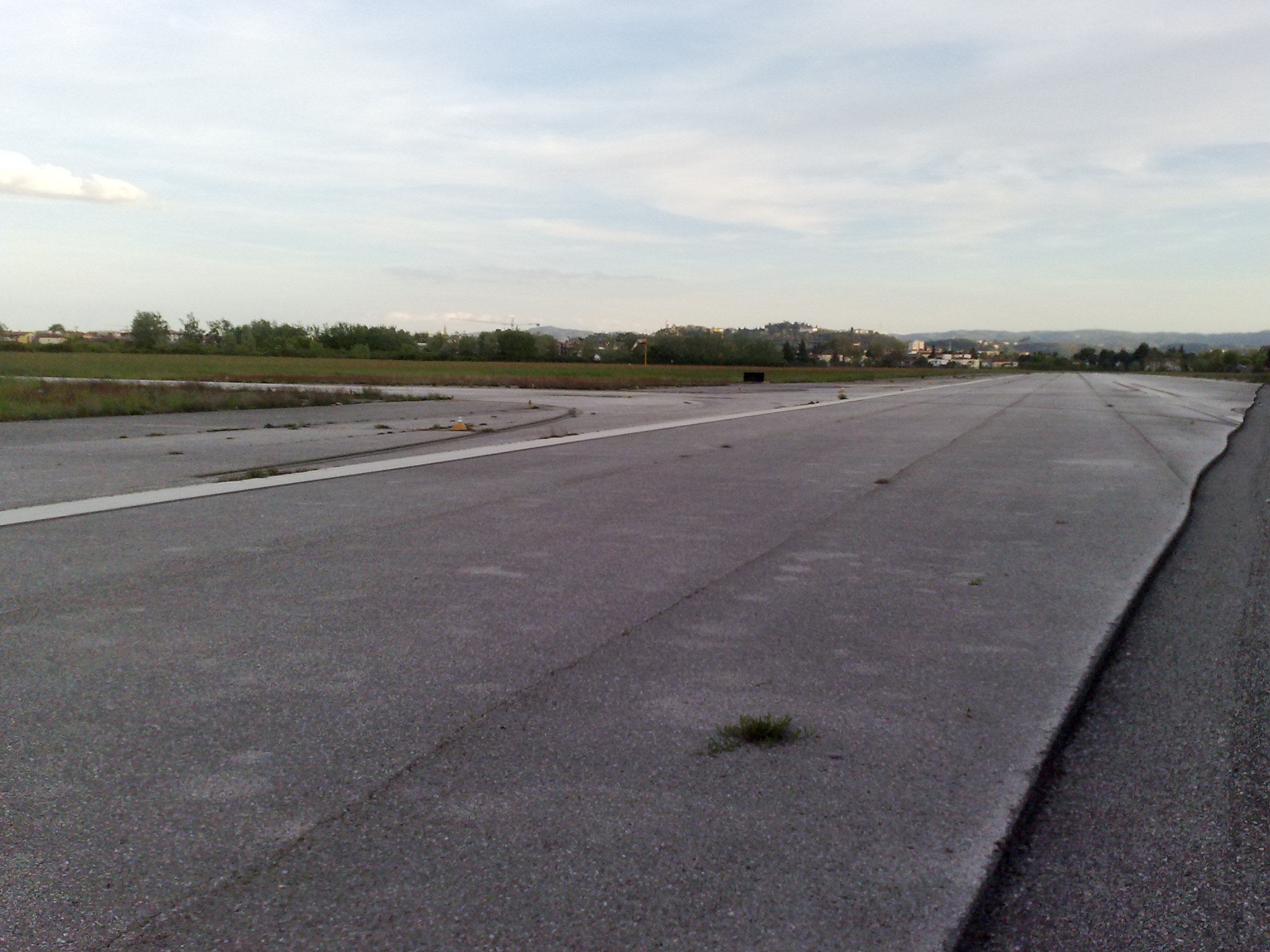
Il raccordo della pista di rullaggio dell'aeroporto civile con la pista d'atterraggio
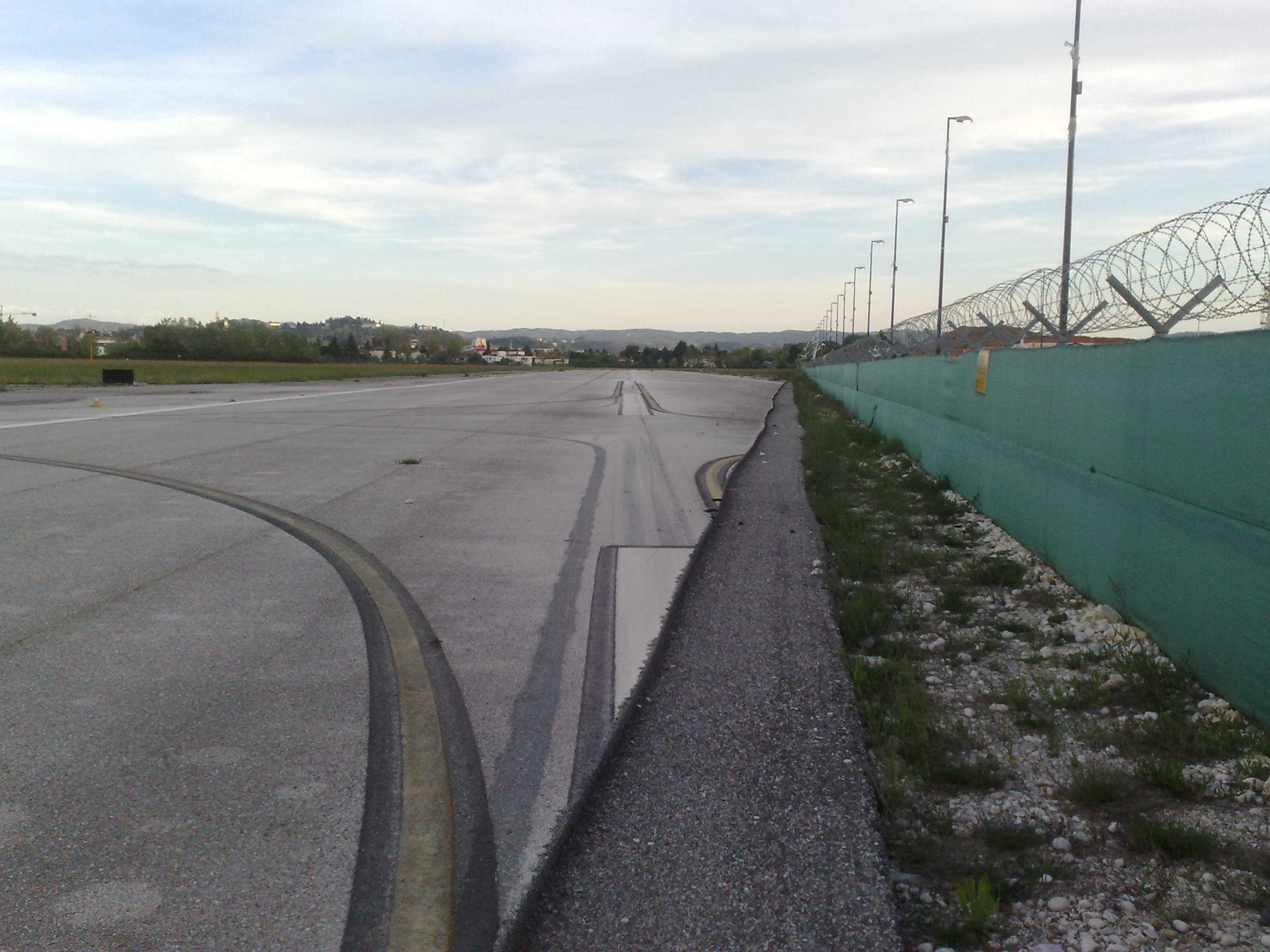
I resti della pista d'atterraggio
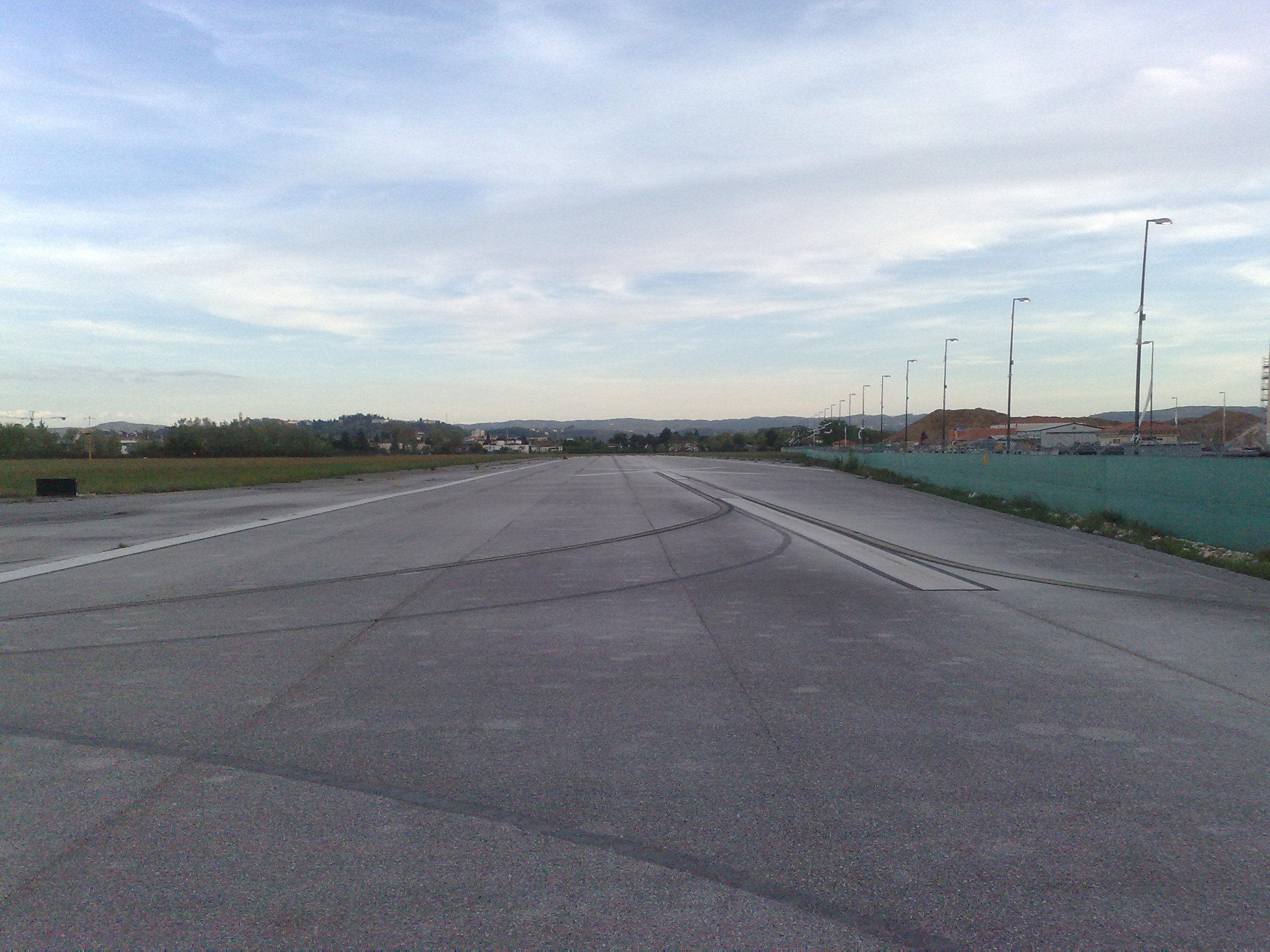
Il segnale X che avverte la chiusura della pista d'atterraggio
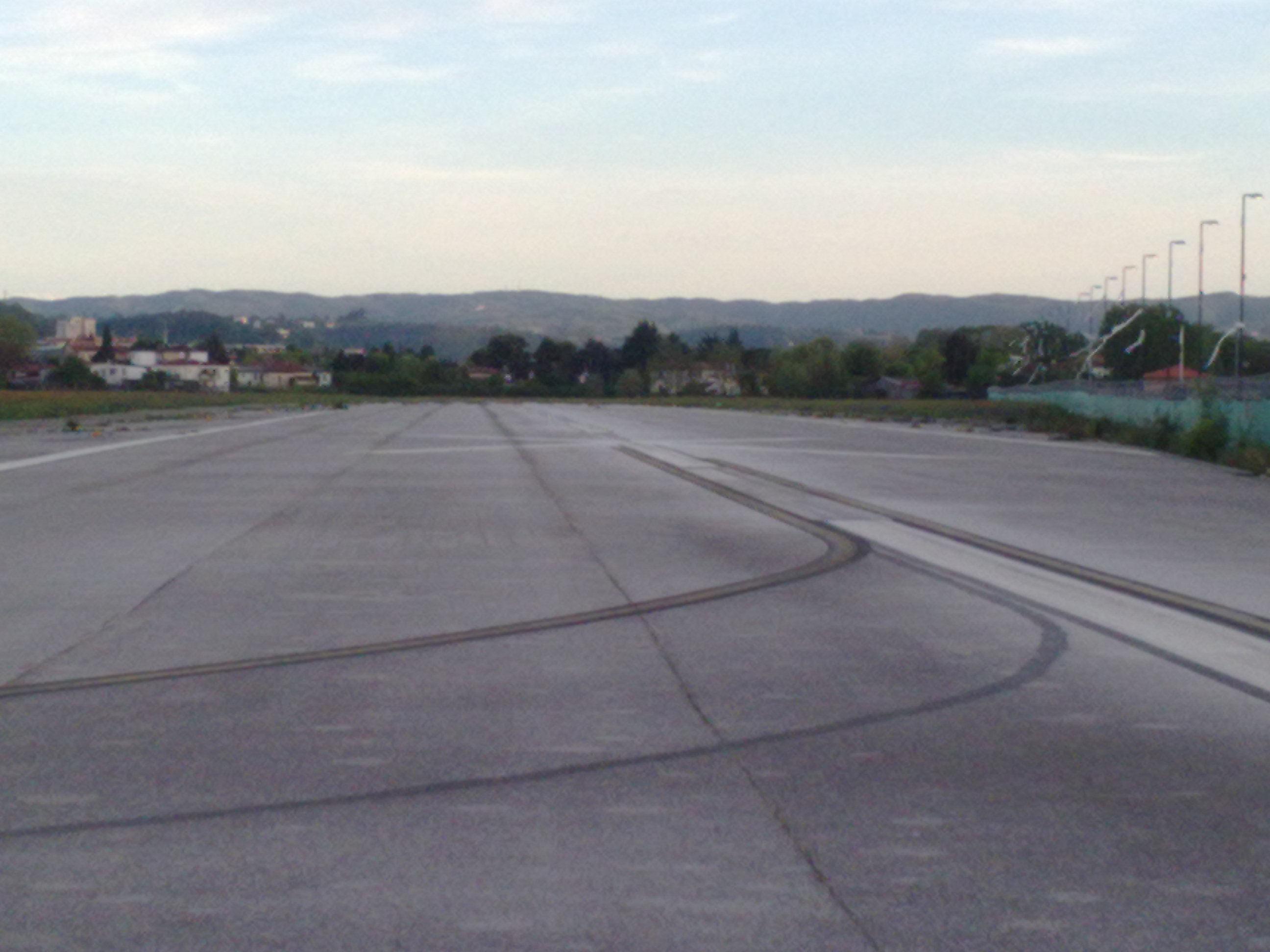
Vista all'orizzonte della fine della pista 36
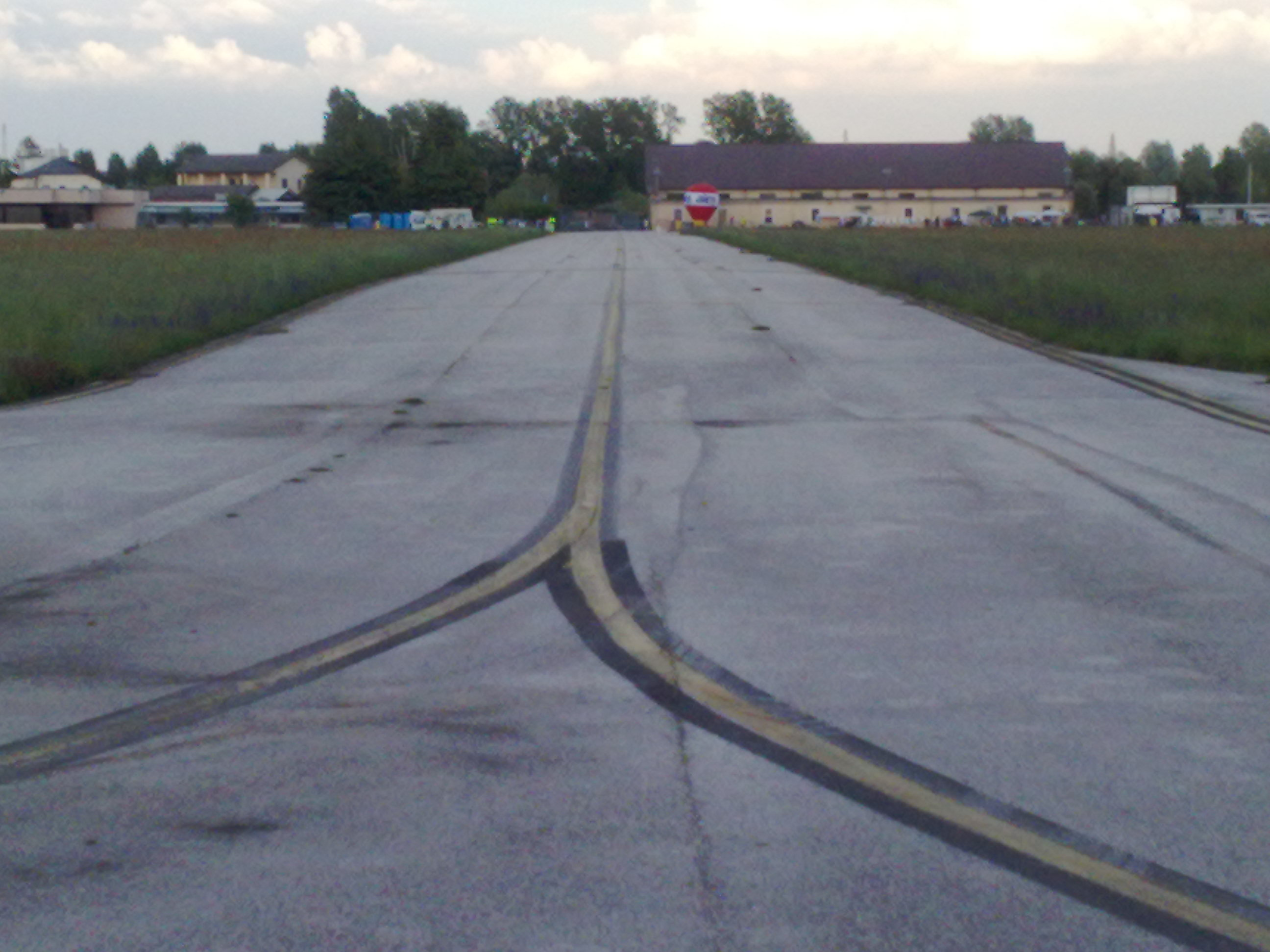
La pista di rullaggio dell'aeroporto civile
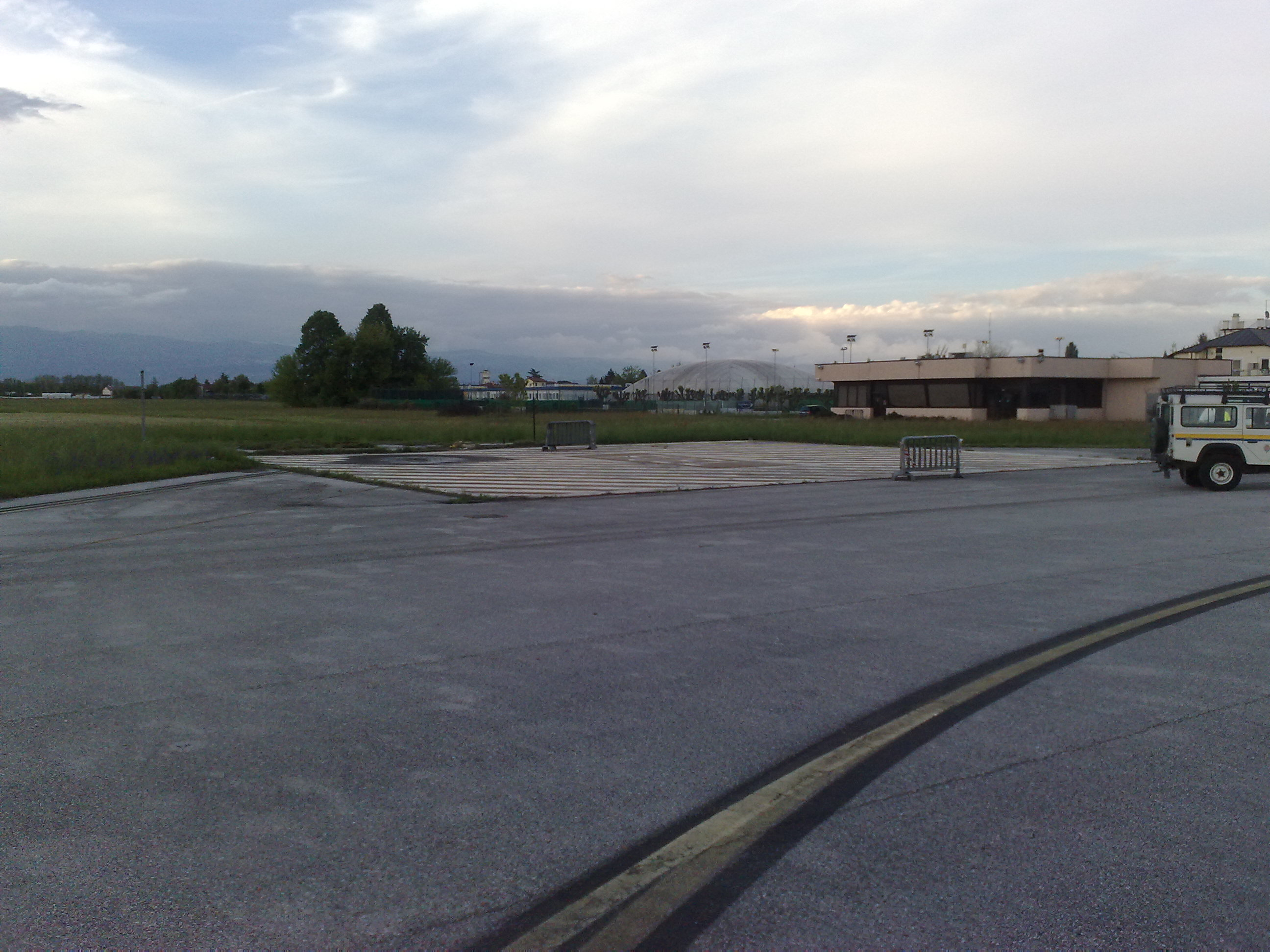
L'area di rifornimento carburante dell'aeroporto civile
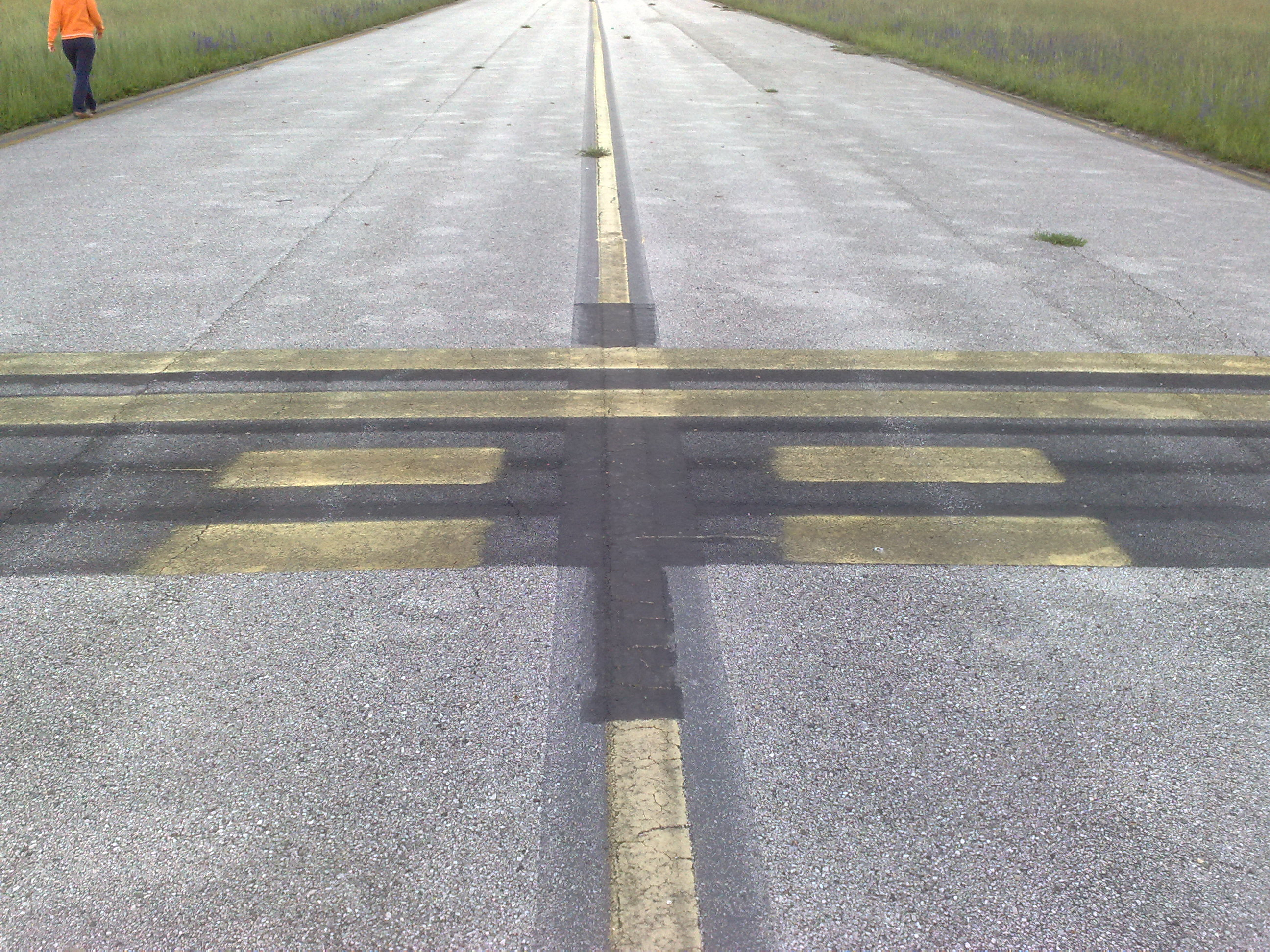
Il punto di attesa sulla pista di rullaggio dell'aeroporto civile

## Società di gestione Aeroporti Vicentini s.p.a.
Soci della società erano:
- Camera di Commercio, Industria, Artigianato di Vicenza
- Comune di Vicenza
- AIM Vicenza
- Provincia di Vicenza
- Fiera di Vicenza
- Finvi srl
- Aeroporto Valerio Catullo
- Società Autostrada BS-VI-PD-VR S.p.A.
- Banca Popolare di Vicenza

## Collegamenti
Il sito dell'aeroporto di Vicenza è facilmente raggiungibile dal centro di Vicenza sia in auto, sia in bicicletta, sia in autobus (Linea 9 Svt).

### VoliRegionali S.p.A.
VoliRegionali S.p.a. era una compagnia aerea, fondata nell'agosto 2004, che aveva base sull'Aeroporto di Vicenza.
Dal 23 dicembre 2005 la compagnia ha cessato le attività di volo.
VoliRegionali viene fondata nell'agosto 2004, dopo un primo breve volo di prova che accompagnava un gruppo di imprenditori e politici vicentini sulla laguna di Venezia partito e atterrato a Vicenza il 23 luglio 2004 effettuato su un Fokker 50 operato da Denim Air, da un gruppo di imprenditori vicentini, (la base societaria iniziale era formata da Regionali Founders al 50% e da Amici dell'Aeroporto al 50%. Primo presidente fu nominato Matteo Salin mentre amministratore delegato era Paolo Sommariva) con l'obbiettivo di lanciare dei voli per collegare il piccolo aeroporto di Vicenza a molte città italiane ed europee importanti, attività portata avanti da un nuovo consiglio di amministrazione del quale divenne presidente il dott. Manfredo De Paolis, professionista incaricato nel 2004 di presentare il piano industriale di rilancio dello scalo berico. L'attività vide il collegamento con gli aeroporti di Roma - Ciampino, con voli giornalieri dal 1/6/2005, Olbia (tratta estiva nel sabato e domenica), Forlì e Monaco di Baviera. In ottobre 2005 il dott. Manfredo De Paolis concluse un accordo di code- stare con Alitalia che non si rese operativo per le ristrettezze sull'orario di apertura dell'aeroporto, operate dai militari dell'aviazione, che fino a quel momento avevano secretato accordi già conclusi con il governo americano, per la cessione del sedime aeroportuale.
Il lancio avviene il 30 maggio 2005 con un volo dimostrativo compiuto con un ATR 42 della Airlinair; dal 1º giugno comincia il regolare servizio di linea, con un Embraer 120 della francese Octavia Airlines (poi diventata O-Air) e, dopo qualche mese, con un Fokker 50 della Denim Air.
Era stato anche predisposto un transfer gratuito dall'aeroporto di Roma Ciampino alla stazione ferroviaria Roma Termini in collaborazione con Terravision
Nel giugno 2006, Voli Regionali s.p.a. ha chiesto ad Aeroporti Vicentini s.p.a. un risarcimento per inadempienza contrattuale.
Nel periodo di esordio, la compagnia opera con un Embraer 120 (marche F-GFEO), da 30 posti, in leasing da Octavia Airlines (poi O-Air).
Per tutto il mese di agosto 2005 l'Embraer 120 vola con la livrea personalizzata.
Dalla fine di agosto al 18 settembre 2005, i voli vengono operati con un Embraer 120, originariamente della compagnia aerea francese Atlantique Air Assistance (marche F-GTSH), in seguito acquisito da O-Air. Nel periodo di operatività del velivolo, si conserva la livrea originale.
Dal 25 settembre 2005 al dicembre dello stesso anno la compagnia ha operato con un Fokker F50 (marche PH-LMT), in leasing da Denim Airways (poi Denim Air).
Dal 15 ottobre 2005 il Fokker F50 ha volato con la livrea personalizzata.
I giorni 3 e 4 luglio 2005 sono stati operati con il Beechcraft 1900D (marche F-HCHA) di Octavia Airlines.